# Iván Rodríguez (futbolista nacido en 1996)
Iván Rodríguez (Morelia, Michoacán, México, 17 de junio de 1996) es un futbolista mexicano, juega como mediocampista defensivo y su equipo es el Club Necaxa de la Primera División de México.

## Trayectoria

### Inicios
Se integró a las Fuerzas Básicas del Monarcas Morelia en el año 2007, comenzando a jugar en las fuerzas inferiores, posteriormente fue parte de fuerzas básicas del cruz azul para después jugar en las básicas del león.

### Club León
A mediados de 2012, fue invitado por parte del Club León para integrarse a las fuerzas básicas del León, en junio de 2014 fue invitado por parte de Enrique Meza. En diciembre de 2016, fue invitado por Gustavo Díaz para realizar la pretemporada con el primer equipo, donde fue registrado para el Clausura 2017. Debuta como profesional el 7 de enero de 2017, ante el Pachuca. Tuvo grandes apariciones, donde fue pieza clave para el éxito de los partidos y así obtener el campeonato de apertura campeones 2020.

## Selección nacional

### Selección absoluta
| Club               | País   | PJ | Goles | Periodo         |
| ------------------ | ------ | -- | ----- | --------------- |
| Selección Mexicana | México | 2  | 0     | 2019 - Presente |

El 29 de septiembre de 2019, al tener buenas actuaciones con el León fue convocado por Gerardo Martino para el partido amistoso contra la Selección de Trinidad y Tobago. Debuta con la Selección el 2 de octubre de 2019, ante la Selección de Trinidad y Tobago.
Fue llamado a la lista de 23 jugadores, para la Liga de Naciones de la Concacaf 2019-20.

#### Partidos internacionales
| #  | Fecha                  | Estadio                                              | Local  | Rtdo. | Visitante         | Competición                    | Sust. |
| -- | ---------------------- | ---------------------------------------------------- | ------ | ----- | ----------------- | ------------------------------ | ----- |
| 1. | 2 de octubre del 2019  | Estadio Nemesio Díez, Toluca, México                 | México | 2-0   | Trinidad y Tobago | Amistoso                       | 90'   |
| 2. | 11 de octubre del 2019 | Estadio Nacional de las Bermudas, Hamilton, Bermudas | México | 5-1   | Bermudas          | Liga de Naciones Concacaf 2019 | 77'   |

### Participaciones en selección nacional
| Torneo                         | Categoría | Sede     | Resultado  | Partidos | Goles |
| ------------------------------ | --------- | -------- | ---------- | -------- | ----- |
| Liga de Naciones Concacaf 2019 | Absoluta  | Concacaf | Subcampeón | 1        | 0     |

## Estadísticas

### Clubes
Actualizado al último partido disputado el 10 de febrero de 2024.
| Club             | Div.          | Temporada     | Liga  | Liga  | Liga   | Copas nacionales | Copas nacionales | Copas nacionales | Copas internacionales | Copas internacionales | Copas internacionales | Total | Total | Total  |
| Club             | Div.          | Temporada     | Part. | Goles | Asist. | Part.            | Goles            | Asist.           | Part.                 | Goles                 | Asist.                | Part. | Goles | Asist. |
| ---------------- | ------------- | ------------- | ----- | ----- | ------ | ---------------- | ---------------- | ---------------- | --------------------- | --------------------- | --------------------- | ----- | ----- | ------ |
| C. León · México | 1.ª           | 2016-17       | 1     | 0     | 0      | 4                | 0                | 0                | —                     | —                     | —                     | 5     | 0     | 0      |
| C. León · México | 1.ª           | 2017-18       | 30    | 0     | 3      | 6                | 0                | 0                | —                     | —                     | —                     | 36    | 0     | 3      |
| C. León · México | 1.ª           | 2018-19       | 33    | 0     | 2      | 7                | 0                | 0                | —                     | —                     | —                     | 40    | 0     | 2      |
| C. León · México | 1.ª           | 2019-20       | 13    | 0     | 0      | —                | —                | —                | 2                     | 0                     | 0                     | 15    | 0     | 0      |
| C. León · México | 1.ª           | 2020-21       | 26    | 0     | 0      | —                | —                | —                | 4                     | 0                     | 0                     | 30    | 0     | 0      |
| C. León · México | 1.ª           | 2021-22       | 37    | 0     | 2      | —                | —                | —                | 1                     | 0                     | 0                     | 39    | 0     | 2      |
| C. León · México | 1.ª           | 2022-23       | 25    | 0     | 0      | —                | —                | —                | 0                     | 0                     | 0                     | 25    | 0     | 0      |
| C. León · México | 1.ª           | 2023-24       | 25    | 0     | 0      | —                | —                | —                | 3                     | 0                     | 0                     | 28    | 0     | 0      |
| C. León · México | Total club    | Total club    | 190   | 0     | 7      | 17               | 0                | 0                | 10                    | 0                     | 0                     | 217   | 0     | 7      |
| Total carrera    | Total carrera | Total carrera | 190   | 0     | 7      | 17               | 0                | 0                | 10                    | 0                     | 0                     | 217   | 0     | 7      |

## Palmarés

### Títulos nacionales
| Título                     | Club         | País   | Año  |
| -------------------------- | ------------ | ------ | ---- |
| Primera División de México | Club León    | México | 2020 |
| Supercopa de la Liga MX    | Club América | México | 2024 |
| Primera División           | Club América | México | 2024 |

### Títulos internacionales
| Título                           | Club      | Sede     | Año  |
| -------------------------------- | --------- | -------- | ---- |
| Liga de Campeones de la Concacaf | Club León | Concacaf | 2023 |